# Werner Simon (Gewerkschafter)
Werner Simon (* 6. Mai 1928 in Hamburg; † 4. Juli 2016 in Valparaíso) war ein deutscher Gewerkschaftsführer. Er war einer von hunderten Menschen, die ab 1973 unter Augusto Pinochet in Valparaíso auf Schiffen gefoltert wurden.

## Leben
Simons Urgroßvater väterlicherseits war 1852 in Valparaiso eingetroffen. Simon wurde in Hamburg geboren und hatte Hans Albers zum Taufpaten. Er wuchs in Chile auf, heiratete und hatte sechs Söhne. Sein Sohn Ulli wurde dort in Casablanca (Chile) geboren und war später Lehrer in Bremen. Mütterlicherseits bestand Verbindung zu den Lütjens in Hamburg.
Simon war in Chile Offizier der Gesellschaft zur Rettung Schiffbrüchiger, Reserveoffizier der Marine und Chef einer Freimaurerloge. Er engagierte sich in der MAPU, dem linken Flügel der christdemokratischen Partei, und wurde als MAPU-Vertreter zum Gewerkschaftsführer berufen.
Als Mitarbeiter einer Gasfabrik fuhr er einige Wochen vor dem Putsch Pinochets gegen Salvador Allende während des Streiks der rechtsgerichteten Lkw-Fahrer Propangasflaschen in die Armenviertel der Stadt.

## Verhaftungen und Folter
Als linker Demokrat und Streikbrecher wurde er kurz nach dem Putsch vom Militär verhaftet. Wieder freigelassen, wurde er wenig später nachts in seiner Wohnung verhaftet und auf ein Folterschiff, den Frachter Lebu im Hafen von Valparaiso gebracht. Für einige Wochen blieb sein Verbleib seinen Angehörigen unbekannt. Dann erfuhren sie von freigelassenen Schicksalsgenossen, dass er dort schwer gefoltert wurde.
Sein Sohn Ulli wandte sich um Hilfen an das deutsche Konsulat in der Stadt, von dem die Simons oft zu Kulturveranstaltungen eingeladen worden waren. Ihm wurde jedoch beschieden, sein Vater sei nicht registriert.

## Rettung
Ulli wandte sich daraufhin an Martin Posselt, den deutschen Seemannspastor in der Stadt. Der informierte Helmut Frenz, den Bischof der evangelischen Kirche in Santiago. Als Frenz am nächsten Tag bei einem Besuch bei Pinochet nichts erreichte, schaltete er telefonisch Bundeskanzler Willy Brandt ein. Daraufhin wurde die Botschaft angewiesen, sich um Werner Simon zu kümmern. Der Konsul von Valparaiso musste nun Simon von der Lebu holen, da dessen Tod diplomatisch heikel gewesen wäre.
Simon war zu dem Zeitpunkt auf Grund der Folter schwer verletzt, hatte drei Rippen und das linke Schlüsselbein gebrochen. Schwere Verbrennungen hatte er am Gesäß, weil er – wie andere Gefangene auch – tagelang auf dem heißen Metalldeck sitzen musste. Er hatte Scheinerschießungen und Elektroschocks ertragen müssen und man hatte ihn einen Monat lang nicht auf eine Toilette gehen lassen.
Nach 39 Tagen auf der Lebu wurde er in diesem Zustand vom Konsul nur zur nächsten Bushaltestelle gebracht. Später konnten er und zwei seiner Söhne mit Hilfe von Helmut Frenz in die deutsche Botschaft fliehen, wobei sie knapp einer erneuten Verhaftung entgingen.
Die Flucht in die Botschaft war möglich geworden, nachdem die Regelung des Auswärtigen Amtes vom 4. Oktober 1973, „kein Asyl zu gewähren und eine einstweilige Zuflucht nur in den Fällen, in denen eine unmittelbare Lebensgefahr besteht“, gegen Ende Oktober der Bereitschaft gewichen war, 100 Verfolgte aufzunehmen.
In der Botschaft trafen sie viele andere gebrochene Menschen aus ganz Chile. Sie wurden ausgeflogen und landeten Mitte Dezember 1973 in Düsseldorf. Frau Simon kam bald mit den anderen Söhnen nach.

## Nach Pinochet
Werner Simon war einer der beiden vom Terror Pinochets Betroffenen, die vor dem spanischen Untersuchungsrichter Baltasar Garzón Aussagen gegen Pinochet machten.
Simon ging zurück nach Valparaiso, traf alte Freunde, auch von der Freimaurerloge, wieder und hatte Kontakt zu anderen Folteropfern, den machucados – Geschlagenen – von den Schiffen und aus Gefängnissen.

## Folterschiffe
Den Frachter Lebu hatte ein Unternehmer dem Militär als Gefängnis überlassen. Dorthin wurden viele verschleppt, die als Kommunisten, Sozialisten und Terroristen galten. Als das Rote Kreuz am 1. Oktober 1973 die Lebu besichtigte, waren 324 politische Häftlinge an Bord. Die Lebu wurde später abgewrackt. Weitere Folterschiffe im Hafen von Valparaiso waren die Frachter Maipo und Andulien sowie die Viermastbark Esmeralda. Die Esmeralda ist nun als Segelschulschiff die „Perle“ der chilenischen Marine. Sie dient der Ausbildung von Kadetten, denen verschwiegen wird, dass dieses Schiff ein Foltergefängnis war.
Unter Pinochet wurden mindestens 27 000 Menschen festgenommen, 2095 von ihnen getötet. 1102 von ihnen verschwanden spurlos.